# کوواچواتس (ملادنوواتس)
کوواچواتس (به صربی: Kovačevac) یک منطقهٔ مسکونی در صربستان است که در ملادنوواتس واقع شده‌است.